# Vin de riz de Shaoxing

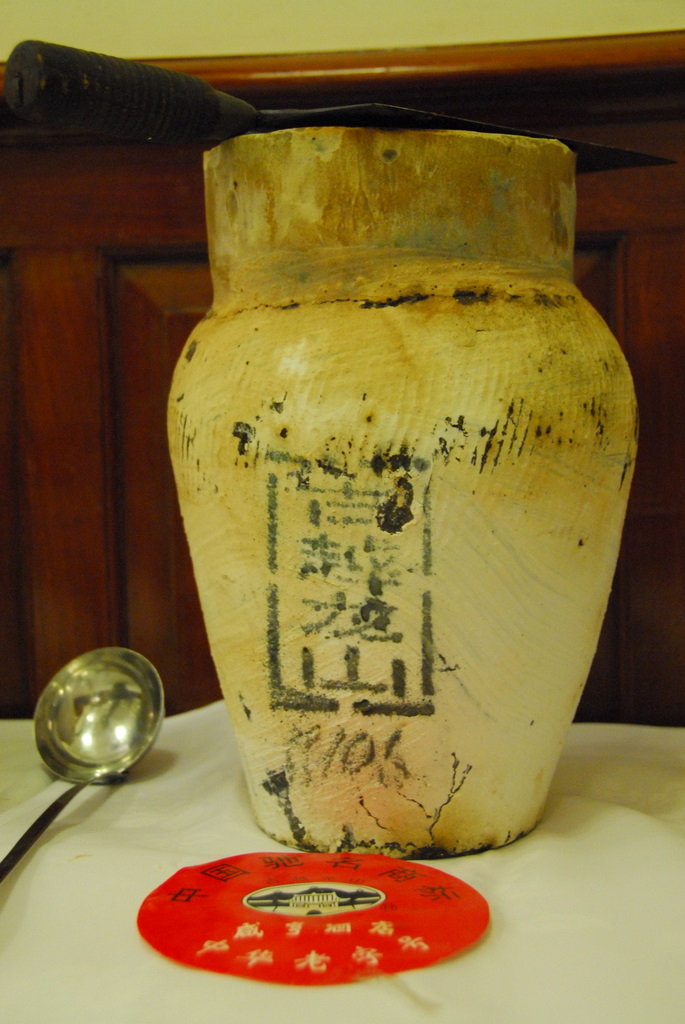
Jarre de vin de Shaoxing (de petit format). Le vin est puisé avec une louche.

Le vin de riz de Shaoxing ou plus simplement vin de Shaoxing (绍兴酒 / 紹興酒, shàoxīng jiǔ en chinois) est un vin de céréale, originaire de la région de Shaoxing dans la province chinoise du Zhejiang (au sud-ouest de Shanghai). C'est une boisson alcoolique obtenue par saccharification et fermentation du riz, titrant entre 14 et 18 %, de couleur brun brou-de-noix et ayant un goût proche de celui du Xérès et principalement utilisé pour la cuisine.
Les vins de céréale qui ont servi de boisson sacrificielle offerte aux esprits des ancêtres durant des millénaires, continuent actuellement à être des boissons populaires en particulier dans le sud de la Chine où ils sont abondamment consommés lors des fêtes et des cérémonies de mariage.
En Chine, le vin de Shaoxing est un des vins de céréale les plus réputés. Il est habituellement chauffé à la température de 35 - 40 °C avant d'être servi.
Il reçoit très fréquemment un usage culinaire et entre aussi dans la composition de médicaments traditionnels.

## Fabrication
Les vins de Shaoxing peuvent être classés en fonction de leur mode de brassage et de leurs ingrédients. Quatre classes sont distinguées en fonction de la teneur en sucre (voir la table ci-dessous).
La température de fermentation influe sur la proportion de sucre transformée en alcool. Pour une température élevée, les levures vieillissent rapidement et la fermentation alcoolique est abrégée. On obtient ainsi une teneur en sucre plus élevée donnant un vin moelleux, dit « vin fabriqué à chaud ». À température plus basse la fermentation peut se poursuivre plus longtemps et transformer plus de sucre, donnant des vins de céréale secs, dit « vins fabriqués à froid ». Les consommateurs chinois préfèrent en général, les vins de céréale doux et moelleux.
| Classification des vins de Shaoxing (d'après Lee)          |                                                    |                       |              |                 |
| Nom chinois                                                | Traduction littérale                               | Teneur en sucre (g/L) | Type         | Titre % éthanol |
| yuanhongjiu 元红酒 / 元紅酒, yuánhóng jiǔ                  | vin premier rouge                                  | < 5                   | Vin sec      | > 14,5          |
| jiafanjiu 加饭酒 / 加飯酒, jiāfàn jiǔ =花雕酒, huādiāo jiǔ | vin ajout de riz vin fleurs gravées (sur la jarre) | 5 - 30                | Vin demi-sec | > 16,0          |
| 善酿酒, shànniàng jiǔ                                      | vin bien fermenté                                  | 30 - 100              | Vin moelleux | >15,0           |
| 香雪酒, xiāngxuě jiǔ =封缸酒, fēnggāng jiǔ                 | vin neige parfumée vin en jarre celée              | 200                   | Vin doux     | >13,0           |

Comme pour tout vin de céréale, la technique de brassage du vin de Shaoxing s'appuie sur deux processus distincts :
1. une hydrolyse de l'amidon du riz produisant des sucres simples fermentescibles (processus nommé saccharification), obtenue grâce à les enzymes produites par des moisissures (Aspergillus spp., Rhizopus spp., Mucor spp., etc.)
2. une fermentation alcoolique transformant les sucres simples en éthanol, grâce à des levures.

Le brasseur doit disposer au préalable de ferments qu ou jiuqu (fait de manière ad hoc) qui lui apporteront tous les microorganismes (moisissures pour la saccharification, levures pour la fermentation et bactéries) capables de lancer la saccharification-fermentation de l'amidon du riz. L'agent de saccharification typique est le koji de blé, 麦曲 / 麦麴, màiqū.
| Ingrédients du Yuanhongjiu (d'après Lee)             |             |
| Ingrédients                                          | Poids en kg |
| Riz glutineux                                        | 144         |
| Koji de blé, 麦曲 / 麦麴, màiqū                      | 22,5        |
| Ferment 酒母, jiǔmǔ (ou 酒药, jiǔyào)                | 8-10        |
| Eau de trempage du riz acide, 浆水 / 漿水, jiāngshuǐ | 84          |
| Eau fraiche du lac Jianhu 鉴湖 / 鑑湖, jiànhú        | 112         |

Le brassage se fait durant les mois d'hiver, avec les meilleurs riz glutineux récoltés dans l'année et en utilisant l'eau du lac Miroir (鉴湖 / 鑑湖, jiànhú) réputée très pure.
Le Yuanhongjiu (元红酒 / 元紅酒, yuánhóng jiǔ « premier rouge » en raison de la couleur des jarres) est un vin sec de Shaoxing, qui se fait en refroidissant le riz étuvé avec de l'eau fraiche puis en inoculant le mélange avec les ferments pour démarrer la saccharification (Lee, 2006).
Voyons plus précisément son mode de fabrication :

Processus de fabrication du Yuanhongjiu, d'après Hui

Après avoir lavé abondamment le riz poli, on le met à gonfler dans l'eau de manière qu'il gagne 25 à 30 % de son poids en humidité. Au bout de deux à trois semaines, on récupère l'eau de trempage qui s'est entre-temps acidifiée par fermentation lactique.

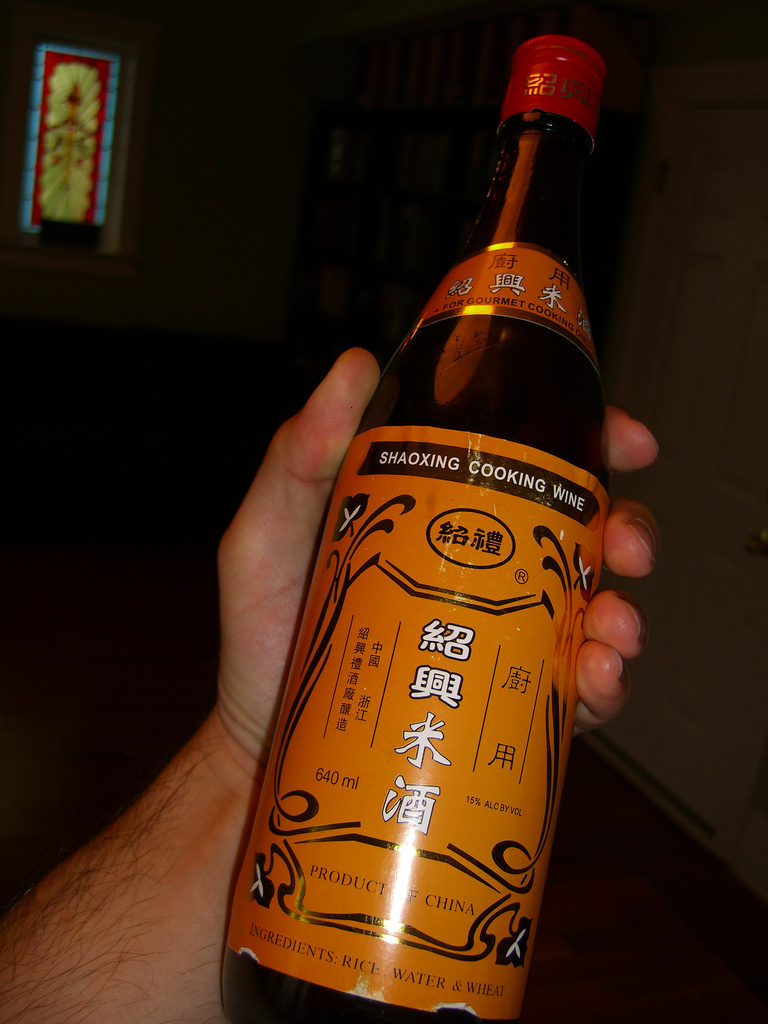
Vin de riz de Shaoxing

Le riz trempé est ensuite longuement cuit à la vapeur jusqu'à obtenir une bouillie gélatineuse. Cette cuisson a pour but de bien stériliser les ingrédients et de mettre l'amidon sous forme gélatineuse afin de faciliter son hydrolyse par l'amylase ou la glucoamylase, produites par les moisissures.
Le riz est étendu sur des nattes de bambou pour le faire refroidir.
On prépare par ailleurs un ferment appelé « mère du vin de riz » 酒母, jiǔmǔ et d'un ferment de type koji de blé.
Le maître brasseur procède alors au mélange du riz étuvé froid, du koji de blé (10 %), du ferment jiumu (6 %), de l'eau de trempage acide et d'eau fraîche (150 %)[Quoi ?], le tout dans une jarre de terre cuite ou une grande cuve. La saccharificatio-fermentation (en milieu semi-solide) démarre alors rapidement. Il est important de maintenir ensuite une température optimum, aux alentours de 28-30 °C, ni trop haute ni trop basse, pour éviter tout emballement ou arrêt intempestifs. Les moisissures Rhizopus spp. et les levures se multiplient rapidement et libèrent des enzymes. Au bout de 36 à 48 heures, un liquide surnage dans la cuve indiquant que l'amidon est en partie hydrolysé. Le Rhizopus produit aussi des acides, comme l'acide lactique et fumarique, qui diminuent le pH du moût. Cette augmentation de l'acidité ainsi que celle apportée par l'eau de trempage acide, favorise la croissance des levures et entrave le développement de microorganismes indésirables.
Lorsque le liquide titre 13-14 % d'alcool, la fermentation devient très lente et se poursuit au ralenti, habituellement pendant 70 à 80 jours. C'est pourquoi, au bout de 6 à 8 jours, on transfère le moût dans des jarres à col étroit, faciles à fermer avec une feuille de papier (pour limiter les évaporations d'alcool), pour permettre à cette post-fermentation de se poursuivre à température ambiante.
On sépare les dépôts par pressurage puis le vin un peu trouble est pompé pour clarification (ou sédimentation). Le vin est pasteurisé à 88-90 °C pendant 3 minutes et sa couleur est renforcée en rajoutant un peu de caramel. Il peut être ensuite stocké un ou deux ans pour vieillissement, dans des jarres de terre cuite scellées.

## Histoire
Les premières traces documentées du vin de riz fabriqué dans la région Shaoxing remontent à l'Antiquité. Le nom de « Shàoxīng » lui-même date du XIIe siècle, auparavant la cité porta divers noms comme Yuèzhōu ou Shānyīn.
Dans l'Antiquité, la région de Shaoxing se trouvait dans le royaume de Yue 越 dont les chroniques de la période des Royaumes combattants (-770, -476) nous apprennent beaucoup sur le rôle social majeur tenu par le vin de céréale à cette époque.
Le roi Gou Jian 勾践, du royaume de Yue 越, est la figure légendaire du souverain qui après avoir été défait militairement et réduit en esclavage, ne renonce jamais, se bat avec courage jusqu'à finalement retourner la situation en sa faveur. Pour reconstruire ses forces, il favorisa l'expansion démographique de son royaume, en décidant de récompenser les familles dont les femmes donnaient naissance à deux garçons par une jarre de vin et un chien et celles qui donnaient deux filles avec une jarre de vin et un cochon.
Le vin était un bien très précieux qui servait à faire des offrandes sacrificielles aux esprits des ancêtres et était en outre doué de la propriété remarquable de permettre aux femmes de récupérer après un accouchement et de favoriser la montée du lait. La réputation médicinale des bénéfices de la prise de vin de céréale après la grossesse a perduré jusqu'à l'époque contemporaine.

Le Pavillon des Orchidées, stèle portant une calligraphie de l'empereur Kangxi 康熙御笔兰亭碑

Si la culture de l'amateur de vin français est faite d'une connaissance approfondie des terroirs, des appellations et des crus classés, accompagnée de l'art de déguster, la culture du vin de céréale en Chine est plutôt faite de petits récits historiques savoureux. Un de ceux-ci se passe dans la région de Shaoxing où le célèbre calligraphe Wang Xizhi 王羲之 (303 — 361) aimait réunir ses amis poètes et calligraphes, autour d'un bon repas bien arrosé. Un jour de l'an 353, alors qu'il avait rassemblé une quarantaine d'amis et parents près du Pavillon des orchidées, il eut l'idée d'un concours de poésie original. Il fit s'installer les invités sur des pierres plates qui bordaient un petit ruisseau et posa une coupe de vin sur l'eau. Celle-ci voguait au gré du courant et lorsqu'elle s’arrêtait ou ralentissait devant un invité, celui-ci devait composer un poème. Ceux qui ne s'en acquittait pas correctement devait boire la coupe de vin. Réconforté par la compagnie de ses amis et éméché par le vin, Wang Xizhi prit le pinceau et traça le Prélude au recueil du Pavillon des Orchidées (Lanting jixu 兰亭集序), la calligraphie la plus célèbre et la plus copiée de l'histoire de Chine. Wang Xizhi lui-même, essaya plus tard de la refaire une centaine de fois, sans arriver à retrouver la fraîcheur et la spontanéité de cette première fois.
En mémoire de cet événement, tous les ans, pour le 3e jour du 3e mois lunaire, le Festival des calligraphes se tient à Shaoxing.
En Chine, la consommation d'alcool est souvent associée à l'art, à la calligraphie et la poésie. Les grands artistes sont réputés avoir trouvé l'inspiration en buvant en compagnie d'amis.
La production de vin de Shaoxing connu un essor remarquable après le XVIe siècle. Sous la dynastie Qing, le vin de Shaoxing se vendait partout en Chine. Actuellement, la production artisanale traditionnelle de vin de céréale laisse la place à une production industrielle.
La production serait de 130 000 tonnes par an.

## Composition
- Composés volatils et semi-volatils

Une chromatographie en phase gazeuse couplée à la spectrométrie de masse (GC-MS) a décelé 97 composés volatils et semi-volatils dans dix échantillons de vins de riz chinois différents (Luo et als.), dont deux de vins de Shaoxing.
Dans les vins de Shaoxing, les composés aromatiques représentent la fraction la plus importante des composés odorants. Des 11 composés identifiés, c'est le 2-phényléthanol, qui a de loin la plus forte concentration. Et comme de plus, ce composé a un seuil de détection olfactif bas par rapport à sa concentration, il va avoir un impact majeur sur valeur olfactive du vin de riz (Chen et Xu, 2010). Ce composé qui provient de la fermentation de la levure, possède une odeur de rose avec des notes vertes de jacinthe, ce qui en fait un composé très largement utilisé par l'industrie de la parfumerie. De tous les vins de riz étudiés par Chen & Xu (2012), les vins de Shaoxing sont ceux qui contiennent les plus fortes concentrations en 2-phényléthanol. On le rencontre aussi dans certains vins (comme le gewurztraminer), dans l'eau de rose et les huiles essentielles d'ylang-ylang. Cette odeur est très appréciée par les dégustateurs chinois.
À concentration notable se trouve aussi le benzaldéhyde à l'odeur caractéristique d'amande amère.

développant une odeur de rose et de miel caractéristique du vin de Shaoxing

Les esters représentent le groupe le plus important en nombre de composés (avec 20 composés détectés dans deux échantillons). Ils sont formés durant la fermentation et le vieillissement, par estérification des acides gras en présence d'éthanol. Le butanedioate diéthyle (ou succinate diéthyle) possède une odeur légère agréable que l'on trouve dans les pommes et le cognac.
Par contre l'acétate d'éthyle possède l'odeur du dissolvent de vernis à ongles et de la colle Scotch. On le rencontre aussi dans les vins de raisins où il est dit à odeur d'acescence caractérisant les vinaigres. Il contribue à la dureté du vin et quand sa concentration l'emporte sur celle de l'acide acétique (comme dans le cas du vin de Shaoxing), il donne le trait caractéristique du vin (de raisins) piqué. Une température élevée lors de la fermentation puis du stockage favorise la formation de cet ester.
Les vins de Shaoxing possèdent des concentrations notables en divers alcools et acides (par rapport aux autres huangjiu). Outre l'éthanol (en C2), on distingue sept alcools ayant de 3 à 9 carbones. Deux se distinguent par leurs impacts négatifs : le 2-méthylpropanol à odeur de « fusel » (épicé, dissolvant) et le 3-méthylbutanol, à l'odeur forte et âpre de rance. Avec le 2-phényléthanol, ce sont les deux autres composants aromatiques majeurs du vin de céréale d'après Chen et Xu ,. Ces trois alcools supérieurs contribuent à la complexité sensorielle globale des vins de riz chinois.
Parmi les acides, on trouve l'acide acétique, caractéristique du vinaigre, et l'acide butanoïque. Ce dernier bien qu'à plus faible concentration, a un impact négatif important en raison de son seuil olfactif très bas et de sa forte odeur de beurre rance.
La γ-nonalactone a une odeur rappelant la noix de coco.
Chen et Xu mentionnent aussi la présence de 3-méthylthiopropanol en concentration plus élevée dans les vins de riz chinois (13 906 μg/L en moyenne) que dans la bière ou le vin. Ce composé dont l'odeur évoque le chou se rencontre aussi dans la sauce de soja. « Puisque les vins de riz chinois développent des odeurs caractéristiques de la sauce soja, le 3-méthylthiopropanol pourrait contribuer à l'arôme spécial si caractéristique des vins de riz chinois » disent-il.
Finalement, les études de Chen et Xu ont montré que c'est le choix des souches de levures utilisées dans la région de Shaoxing qui jouait un rôle positif dans l'arôme fruité du vin de riz de cette région.
| Composés volatils et semi-volatils du vin de Shaoxing valeurs extraites de Luo et als et odeurs de Burdock |                                                        |                                                                                  |
| COMPOSES AROMATIQUES μg/l                                                                                  |                                                        |                                                                                  |
| 2-phényléthanol : 16 711 odeur douce, de rose, note de jacinthe                                            | Benzaldéhyde : 3 540 odeur d'amande amère              | (2Z)-2-phényl-2-butenal : 967 odeur de cacao, phénolique, verte                  |
| ESTERS μg/l                                                                                                |                                                        |                                                                                  |
| Butanedioate diéthyle : 6 813 odeur légère, agréable                                                       | Ethyl 2-hydroxypropanoate : 4 043 odeur de beurre      | Acétate d'éthyle : 3 351 odeur de dissolvent de vernis à ongles, de colle Scotch |
| ALCOOLS μg/l                                                                                               |                                                        |                                                                                  |
| 3-méthylbutanol : 1 245 odeur âpre, de rance                                                               | 2-méthylbutanol : 568 odeur de transpiration, de rance | 2-méthylpropanol : 245 odeur de « fusel » (épicée, dissolvant)                   |
| Furanes, acides, lactones, phénols, composés azotés, soufrés μg/l                                          |                                                        |                                                                                  |
| Furfural : 2 831 2-furanméthanol : 101                                                                     | Acide acétique : 503 Acide butanoïque : 229            | γ-nonalactone : 220 γ-butyrolactone : 67                                         |
| Phénol : 54 4-éthylphénol : 48                                                                             | éthyl 3-pyridinecarboxylate : 477                      | 2-thiophenecarboxaldehyde : 130                                                  |

- Composés phénoliques et activité antioxydante

Les vins de riz de Shaoxing possèdent des composés phénoliques ayant une activité antioxydante. Une étude de Que, Mao et Pan, a montré que l'activité antioxydante totale, la capacité réductrice et l'activité de piégeage des radicaux libres étaient fortement corrélées avec le contenu phénolique total.
L'analyse par chromatographie HPLC a détecté des acides phénols (en particulier l'acide syringique) et des flavonoïdes. Les catéchines sont en concentration significatives.
| Composés phénoliques d'un vin de Shaoxing (Guyuelongshan) d'après Que et als, en μg/ml |                                                                        |
| ACIDE PHENOLS                                                                          |                                                                        |
| Acides hydroxybenzoïques                                                               | Acides hydroxycinnamiques                                              |
| acide syringique : 20,56 acide gallique : 2,07 acide vanillique : 1,87                 | acide paracoumarique : 0,77 acide férulique : 0,57 acide caféique : 0. |
| FLAVANOLS                                                                              | FLAVONOLS                                                              |
| (+)-catéchine : 35,81 (-)-épicatéchine : 0,82                                          | Quercétol : 1,02 Rutine : 0,33                                         |
| Phénol total : 89,07 (dont une partie non identifiée)                                  |                                                                        |

Les vins de Shaoxing ont une bonne activité antioxydante, variable suivant les marques. Mais il est difficile de faire des comparaisons avec d'autres boissons en raison du manque d'études sur le sujet. Par exemple, en moyenne les (+)-cétachines du vin rouge sont à 68,1 μg/ml et les (-)-épicatéchines à 37,8 μg/ml.